# Sanitz
Sanitz là một đô thị thuộc huyện Rostock (trước thuộc huyện huyện Bad Doberan), bang Mecklenburg-Vorpommern, Đức. Đô thị này có diện tích 82,37 km², dân số thời điểm ngày 31 tháng 12 năm 2006 là 5912 người.